# Lasowice Wielkie (Opole)
Lasowice Wielkie (Duits: Gross Lassowitz) is een dorp in de Poolse woiwodschap Opole. De plaats maakt deel uit van de tweetalige gemeente Lasowice Wielkie en telt 764 inwoners.

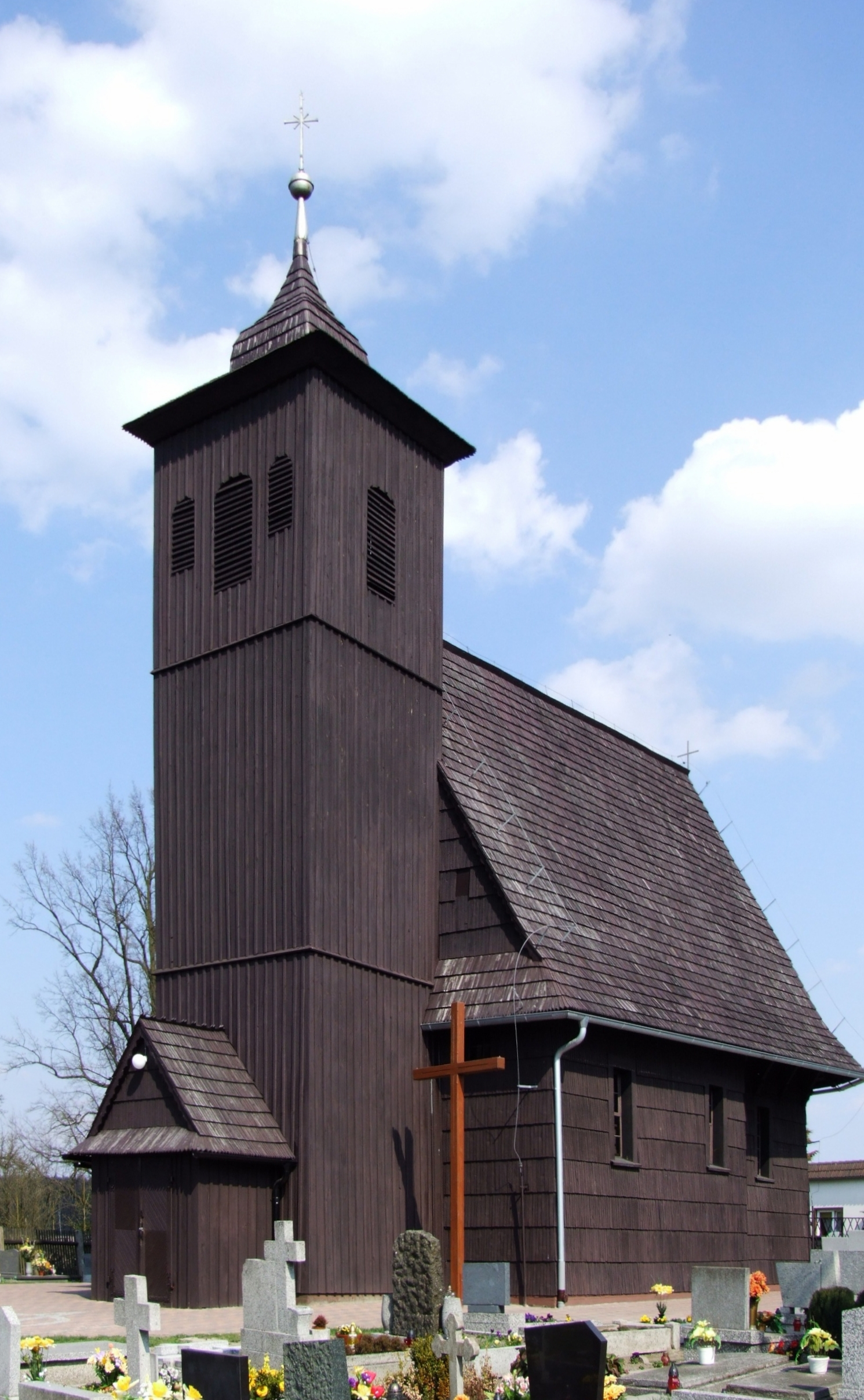
Houten kerk